# ファーブル (小惑星)
ファーブル (1649 Fabre) は、小惑星帯の小惑星。ルイ・ボワイエがアルジェのブーザレアー天文台で発見した。
フランス人天文学者のエルヴェ・ファーブルに因んで名付けられた。